# Шванидзор
Шванидзор (арм. Շվանիձոր, прежнее название: Астазур арм. Աստազուր), село в Мегринском районе Сюникской области Республики Армения, примерно в 11 км к северо-востоку от города Мегри, в 1 км от реки Аракс. Расположен на склонах долины, на высоте 600-700 м над уровнем моря.

## История
Ранее, под прежним названем Астазур, село входило в Зангезурский уезд Елизаветпольской губернии России, а в советские годы — в состав Мегринской провинции Армянской ССР (с 1930 года — в состав Мегринского района). В 1935 году село было переименовано в Шванидзор. С 1995 года входит в состав Сюникской области Республики Армения.
Шванидзор расположен на левом берегу реки Аракс и считается одним из самых зажиточных сел Мегринского района. В деревне до сих пор сохранился акведук, построенный в 17 веке. Он выложен тесаными базальтовыми камнями с известковым раствором и считается самым важным из подобных сооружений в средневековой Армении. Также можно посетить сельские районы Гомеранц, Верин Шен, Техут (XVII-XVIII вв.), Шванидзор (XVI-XX вв.), кладбище с хачкарами (XVII-XX вв.) и старый мост (XVII-XVIII вв.) на территории Шванидзора.

## Население
По результатам переписи 2011 года, постоянное население Шванидзора составляло 312 человек. Деревня была заселена армянами.

## Галерея

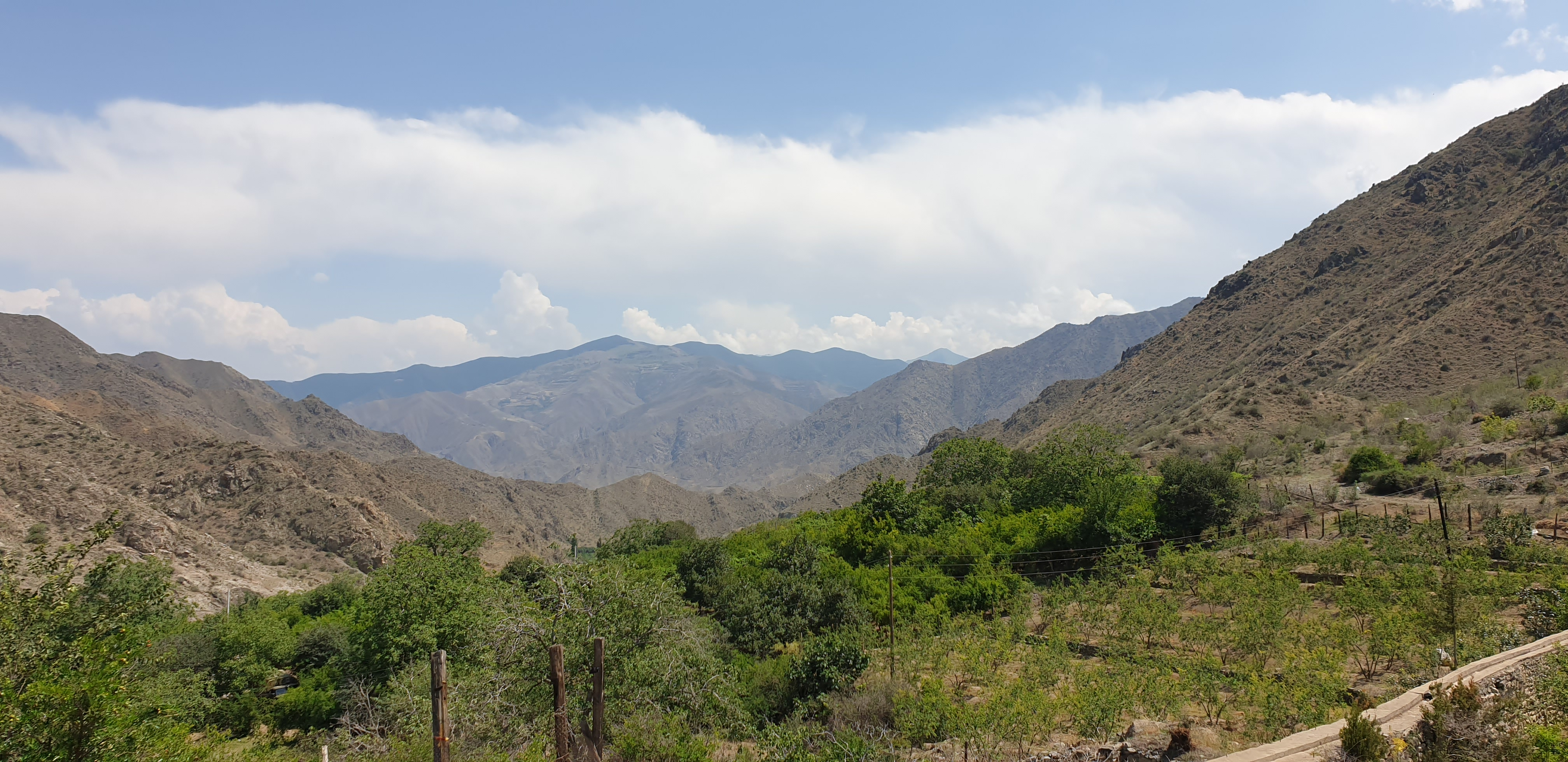
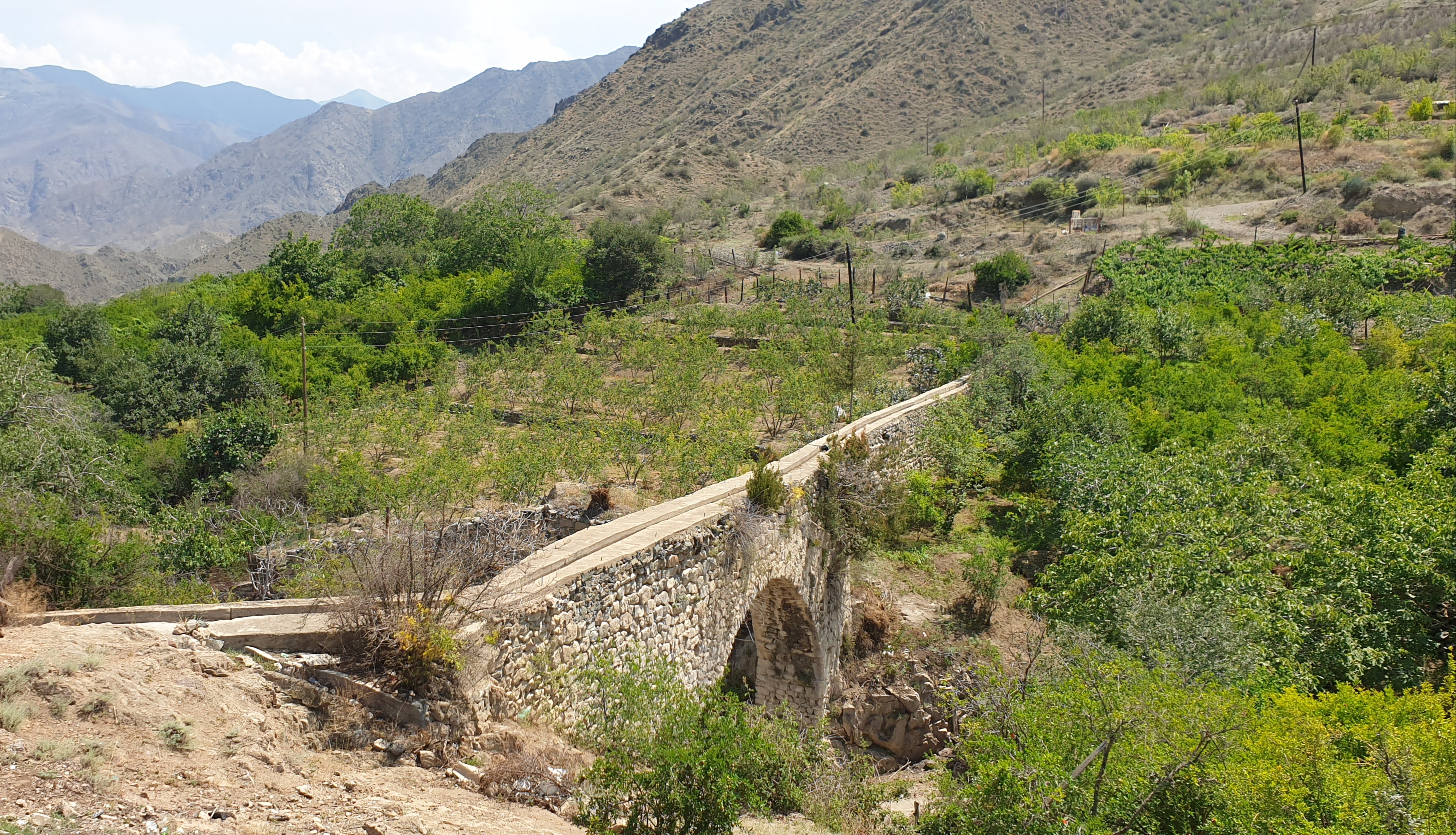
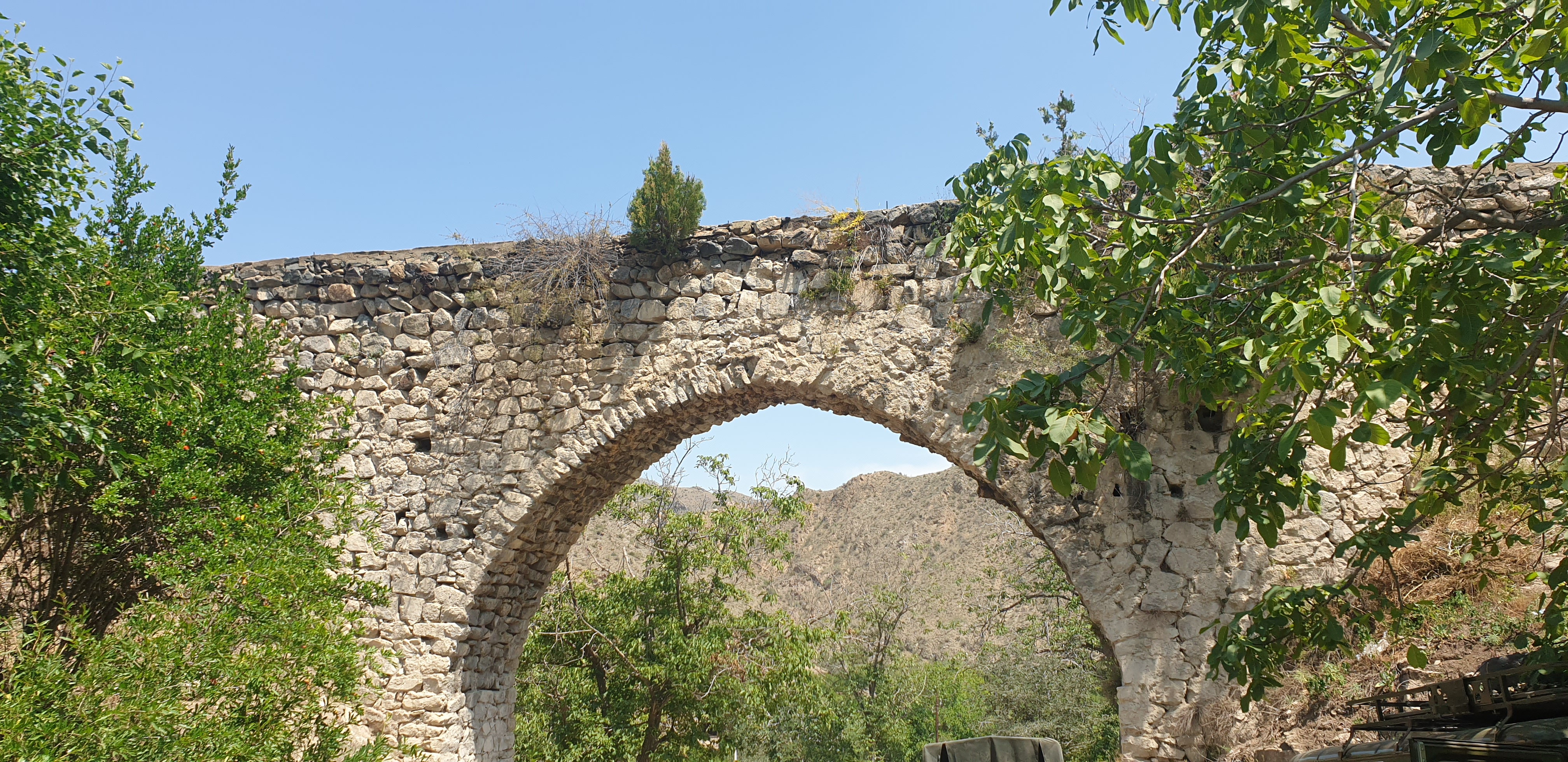
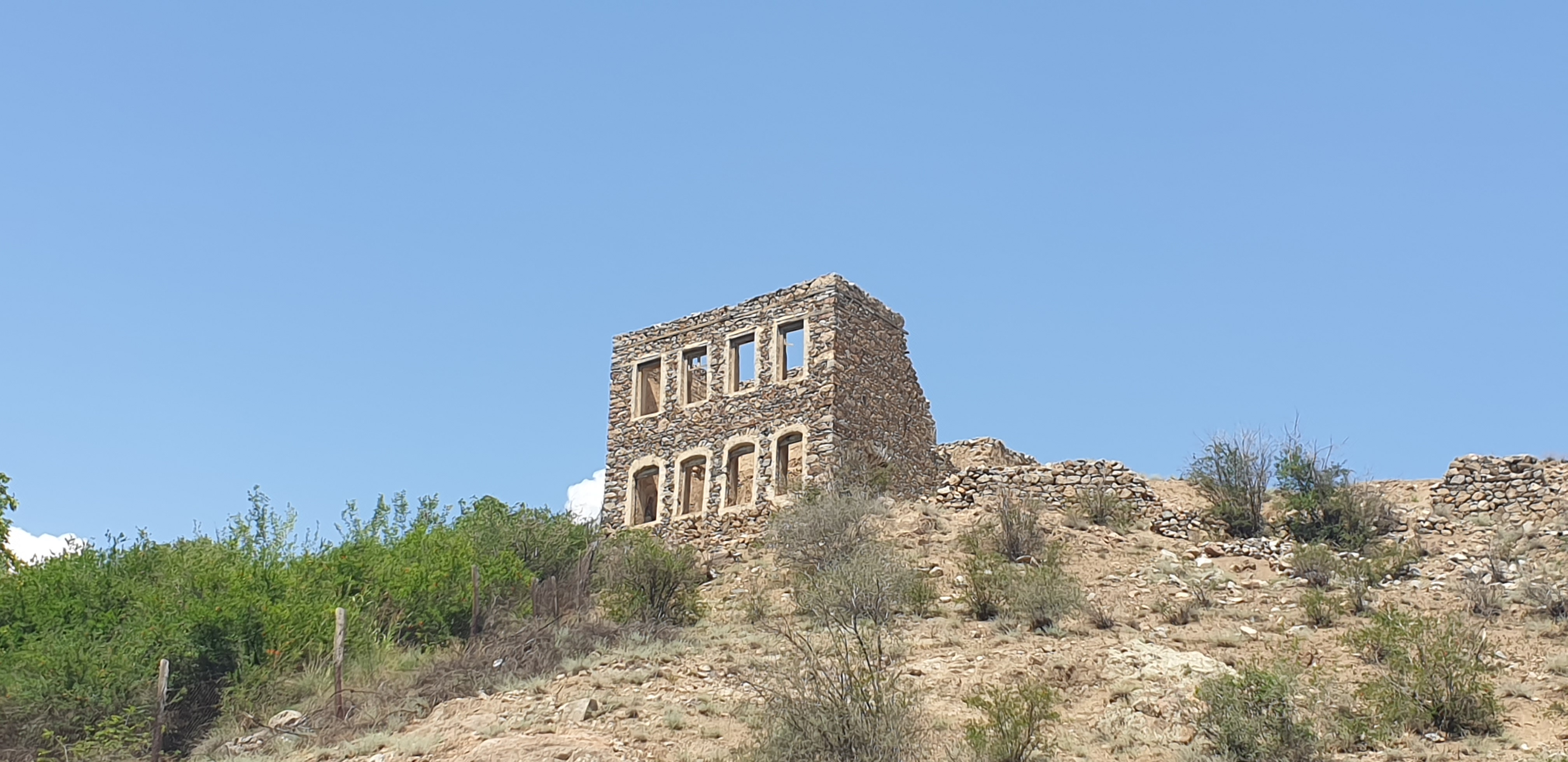
Здание школы XIX века
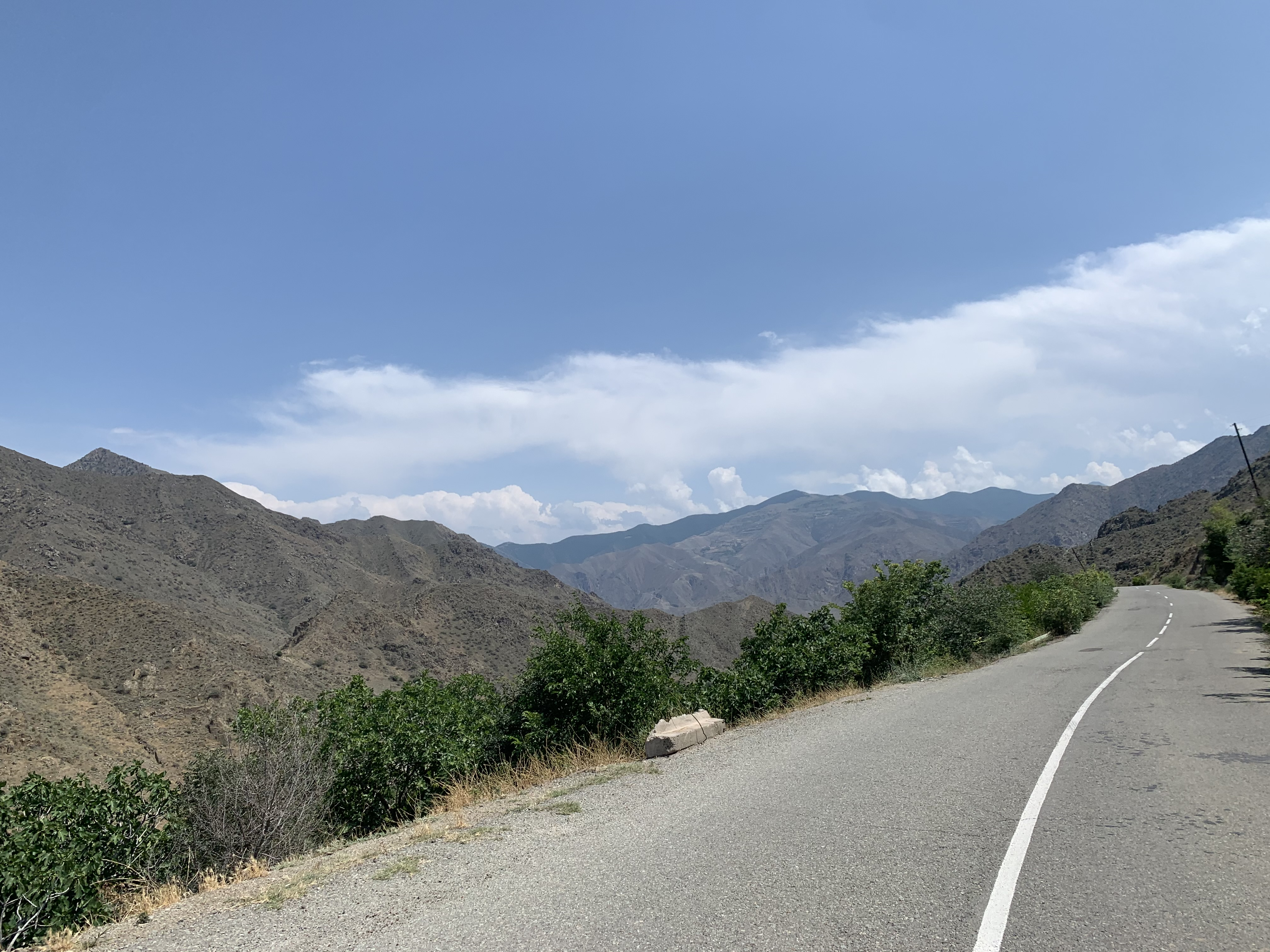